# Adolf Kern (Benediktiner)
Adolf Kern OSB (* 10. April 1829 in Wien; † 23. Oktober 1906 ebenda; eigentlich Georg Kern) war ein österreichischer Benediktiner und Seelsorger.

## Leben
Kern trat nach dem Besuch des Wiener Schottengymnasiums 1849 in das Schottenstift ein. Er absolvierte das Studium der Theologie an der Universität Wien, wurde 1853 zum Priester geweiht und war danach zunächst Kooperator in Jenö (heute Budajenö, Ungarn), ab 1861 in St. Ulrich. 1869 wurde er Kurat und Katechet an der Stiftspfarre der Schotten, wo er ab 1871 auch Sakristeidirektor war. 1881 wurde er Ritter des Ordens vom Heiligen Grab. Bei der von 1883 bis 1887 durchgeführten Restaurierung der Schottenkirche war er neben dem Architekten Julian Niedzielski bevollmächtigter Bauleiter. Ab 1891 war er Pfarrer in Gumpendorf.
Seine Seelsorge verband Kern mit humanitärem Engagement. Er war Mitbegründer der von Leopold Schrötter gegründeten Lungenheilanstalt Alland und Vizepräsident des Kuratoriums des Kaiser Franz Joseph-Ambulatoriums. Für seine Wohltätigkeit gegenüber den Armen wurde er vielfach ausgezeichnet und geehrt.